# Ted Williams
Theodore Samuel Williams (30. srpna 1918, San Diego, Kalifornie, USA – 5. července 2002), známý jako Ted Williams a přezdívaný The Kid, Splendid Splinter, Teddy Ballgame and The Thumper byl americký baseballista, levý polař, který v Major League Baseball odehrál 19 sezón, dvakrát přerušených službou u námořnictva, za tým Boston Red Sox. První zápas v MLB odehrál 20. dubna 1939 a poslední 28. září 1960. Williams je považován za jednoho z nejlepších pálkařů všech dob.
Dvakrát byl vyhlášen nejužitečnějším hráčem MLB, šestkrát vyhrál tabulku pálkařů a dvakrát vyhrál pálkařskou trojkorunu. Za svou kariéru zaznamenal 521 homerunů a v roce 1966 byl uveden do baseballové haly slávy. Je posledním člověkem, který v MLB dosáhl pálkařského průměru vyššího než .400 (.406 v roce 1941). Jeho celkový pálkařský průměr je .344.

## Celková statistika
| G     | AB    | R     | H     | 2B  | 3B | HR  | RBI   | SB | CS | BB    | SO  | BA   | OBP  | SLG  |
| 2,292 | 7,706 | 1,798 | 2,654 | 525 | 71 | 521 | 1,839 | 24 | 17 | 2,019 | 709 | .344 | .482 | .634 |